# Rajko Janjanin
Rajko Janjanin (Karlovac, 18 gennaio 1957) è un ex calciatore serbo.

## Carriera

### Nazionale
Il suo debutto con la nazionale jugoslava risale al 13 giugno 1979 nel successo amichevole per 4-1 contro l'Italia. La sua seconda nonché ultima partita con la nazionale risale al 27 agosto 1980 contro la Romania a Bucarest.

## Statistiche

### Cronologia presenze e reti in nazionale
| Cronologia completa delle presenze e delle reti in nazionale ― Jugoslavia | Cronologia completa delle presenze e delle reti in nazionale ― Jugoslavia | Cronologia completa delle presenze e delle reti in nazionale ― Jugoslavia | Cronologia completa delle presenze e delle reti in nazionale ― Jugoslavia | Cronologia completa delle presenze e delle reti in nazionale ― Jugoslavia | Cronologia completa delle presenze e delle reti in nazionale ― Jugoslavia | Cronologia completa delle presenze e delle reti in nazionale ― Jugoslavia | Cronologia completa delle presenze e delle reti in nazionale ― Jugoslavia |
| Data                                                                      | Città                                                                     | In casa                                                                   | Risultato                                                                 | Ospiti                                                                    | Competizione                                                              | Reti                                                                      | Note                                                                      |
| ------------------------------------------------------------------------- | ------------------------------------------------------------------------- | ------------------------------------------------------------------------- | ------------------------------------------------------------------------- | ------------------------------------------------------------------------- | ------------------------------------------------------------------------- | ------------------------------------------------------------------------- | ------------------------------------------------------------------------- |
| 13-6-1979                                                                 | Zagabria                                                                  | Jugoslavia                                                                | 4 – 1                                                                     | Italia                                                                    | Amichevole                                                                | -                                                                         | 68’                                                                       |
| 27-8-1980                                                                 | Bucarest                                                                  | Romania                                                                   | 4 – 1                                                                     | Jugoslavia                                                                | Coppa dei Balcani                                                         | -                                                                         |                                                                           |
| Totale                                                                    |                                                                           | Presenze                                                                  | 2                                                                         |                                                                           | Reti                                                                      | 0                                                                         |                                                                           |

## Palmarès

### Club
- Campionato jugoslavo: 2

Stella Rossa: 1980-1981, 1983-1984
- Coppa di Jugoslavia: 3

Dinamo Zagabria: 1980
Stella Rossa: 1981-1982, 1984-1985

### Nazionale
- Giochi del Mediterraneo: 1

 Spalato 1979